# 鼓楼街道 (泊头市)
鼓楼街道是中华人民共和国河北省沧州市泊头市下辖的一个街道办事处。

## 行政区划
鼓楼街道下辖以下村级行政区划单位：
胜利南街社区、古楼街社区、茶店街社区、米市街社区、清真街社区、斜街社区、清真西街社区、跃进街社区、西关街社区、粮食市街社区、刘庄南街社区、刘庄北街社区、火柴厂街社区、煤场街社区、新华街社区、盐店街社区、上下店街社区、解放街社区、解放西街社区、胜利北街社区和光明街社区。